# Farnberg (Mittlerer Schwarzwald)
Der Farnberg ist ein geschlossen bewaldeter, breiter Höhenrücken im Mittleren Schwarzwald, der wie der höhere Kandel als nordwestlicher Seitenast vom eher unscheinbaren Hauptkamm südlich der Kinzig abgeht und diesen an Höhe übertrifft. Der Farnberg erreicht im Griesbacher Eck eine Höhe von 1172,3 m ü. NHN.

## Lage und Charakteristik
Das sanftwellige, gut vier Kilometer lange Farnberg-Plateau bildet die Wasserscheide zwischen der auch als Farnbergtal bezeichneten Talwanne der obersten Elz im Osten und dem über 700 Meter tief eingeschnittenen Talsystem der Wilden Gutach im Westen. Im Süden geht das Plateau bei der Martinskapelle über in die sanfte Mulde der Bregquelle, die auch als Donauquelle gilt. Im Norden endet es am Rohrhardsberg, der, obwohl nur ein Nebengipfel, von Norden her imposant rund 700 Meter aus der Talgabel von Yach aufsteigt und wegen seiner Weideflächen die freieste Aussicht im Farnberg-Gebiet gewährt. Vom Griesbacher Eck zweigt ein am Höllkopf und am Schultiskopf scharfkantig geformter Grat ab, der in der Obereck 1178 m ü. NHN Höhe erreicht. Beide Berge sind bekannter als das verbindende Farnberg-Gebiet mit ähnlich hohen, aber nur flachwelligen Kuppen wie dem Griesbacher Eck.
Über die Kammlinie verläuft die Grenze zwischen dem Landkreis Emmendingen im Westen und dem Schwarzwald-Baar-Kreis im Osten. Dessen höchster Punkt ist mit 1164 m ü. NHN der Ostgipfel des Griesbacher Ecks.
Der Farnberg ist überwiegend aus dem graurötlichen Triberg-Granit aufgebaut. Zum Rohrhardsberg hin schließen sich Paragneise an. Die Ostabdachung ist von nordsüdlich in der Linie des oberen Elztals verlaufenden Verwerfungslinien durchzogen, die sich auch deutlich im Relief abzeichnen. Außerdem liegen dort eine Reihe von karartigen Nischen mit lokal steilen Hängen. Auf der Hochfläche haben sich zwischen den Kuppen teils feuchte Senken gebildet mit früheren kleinen Weideflächen (Hanovermättle, Bärenmoos, Glasmatte). In der größeren Sauermatte südöstlich des Rohrhardsbergs hat sich sogar ein kleines Hochmoor entwickelt.

## Name
Der Name des Berges, von dem in Abwandlungen noch andere im Schwarzwald vorkommen wie Farrenkopf oder Farnwitte, kann auf die Föhre (Kiefer) zurückgeführt werden, oder aber auf Farren für Jungstier(-weide). Der Name ist vom Elztal her auf den Berg übergegangen; dort liegen der Farenbauernhof und der Farnwaldhof, deren zugehörige Waldungen sich laut der Historischen Gemarkungsübersicht den Farnberg hinauf erstrecken.

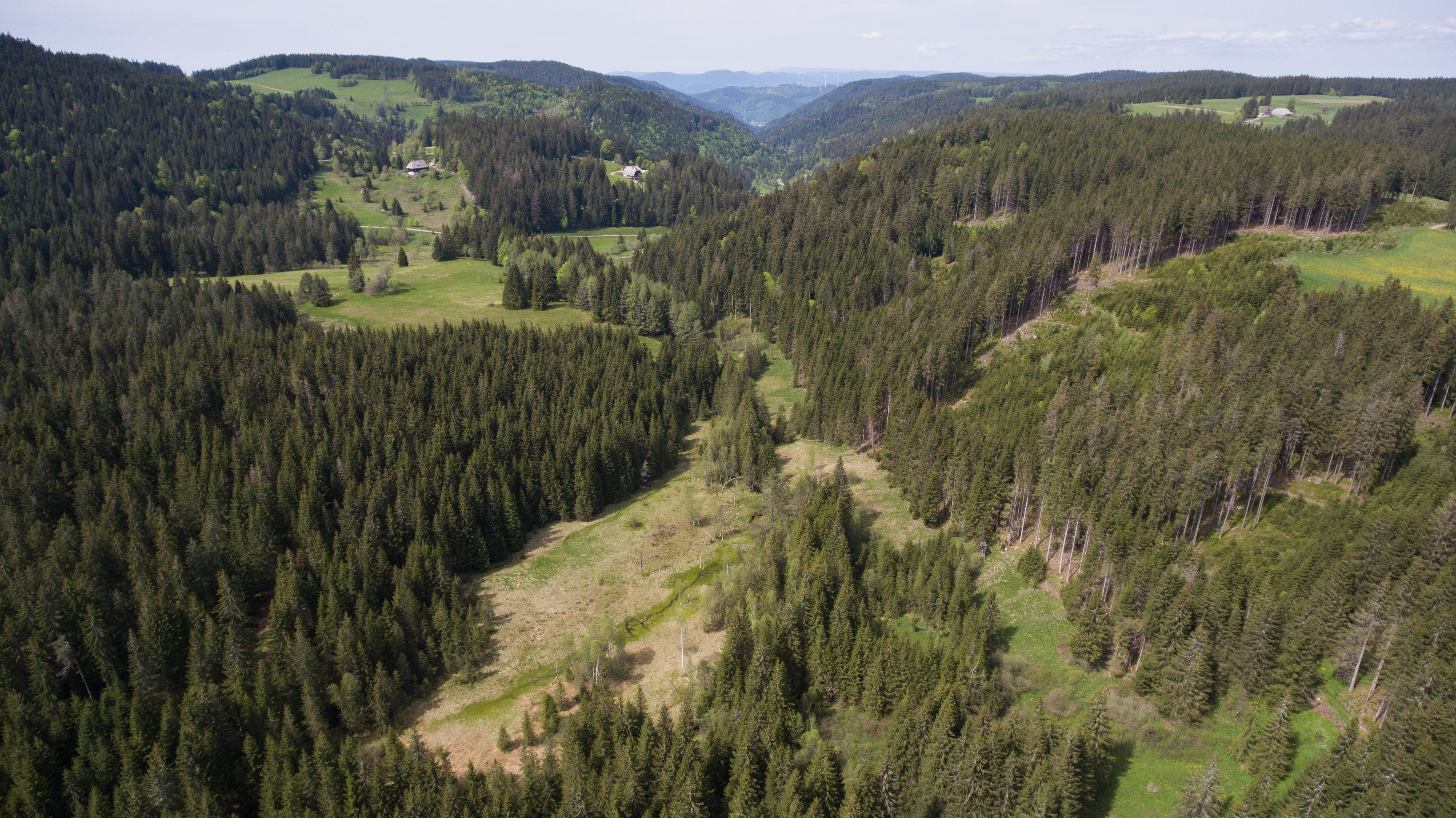
Der Ostfuß des Farnbergs im oberen Elztal, hier auch Farnbergtal genannt

## Naturschutz
Im vergleichsweise wenig zerschnittenen, nach Westen hin von großen Höhenunterschieden geprägten Gebiet befinden sich die drei Naturschutzgebiete Rohrhardsberg-Obere Elz und nach Westen hin Yacher Zinken und Kostgefäll. Das Gesamtgebiet ist als Natura-2000-Gebiet ausgewiesen. Auf dem Plateaurücken zwischen der Schwedenschanze auf dem Rohrhardsberg und dem Brend liegen Lebensräume von Auerhuhn und Haselhuhn und von weiteren, teilweise sehr seltenen Tier- und Pflanzenarten. Aus diesem Grund wurde im Modellprojekt Rohrhardsberg vereinbart, nur einen schmalen Streifen zwischen Brend und Schwedenschanze für sportliche und touristische Zwecke zu nutzen und große Bereiche weitgehend ungestört zu belassen. Einige Flächen sollen weiterhin extensiv weidewirtschaftlich genutzt werden, da eine rein mechanische Offenhaltung der wenigen hier noch erhaltenen Magerweiden weder aus ökonomischen, noch aus ökologischen Gründen sinnvoll wäre. In diesem Projekt kooperieren Naturschutz- und Forstbehörden, Kommunen und Repräsentanten verschiedener Nutzergruppen.
Im Gebiet des Farnbergs wurde 2007 einer der ersten Natura-2000-Managementpläne des Regierungspräsidiums Freiburg fertiggestellt; in das Gebiet fließen ferner seit 2006 Mittel aus dem LIFE-Programm der EU zur Sicherung des Netzwerkes Natura 2000. In Kooperation mit ansässigen Landwirten werden hier unter anderem einst verbrachende oder aufgeforstete Weidfelder offen gehalten.

## Sonstige Landnutzungen
Im Winter ist der Farnberg-Rücken zwischen Rohrhardsberg und Brend ein frequentiertes Skilanglaufgebiet (Schänzle-Loipe, Panorama-Loipe, Flutlicht-Loipe an der Martinskapelle). Vom Mühlebühl oberhalb der kleinen Elzfälle führt ein 750 Meter langer Skilift auf die nordöstlichste Kuppe des Farnberg-Gebietes. Im Sommer ermöglichen die besonders an den aussichtsreicheren Außenhängen verlaufenden Wanderwege des Schwarzwaldvereins, wie z. B. der Zweitälersteig, Wandertouren durch das siedlungsferne Gebiet. Die nicht mehr durchgängig befahrbare kleine Farnwaldstraße ist als Radweg freigegeben. Wanderparkplätze und saisonale Gastronomie gibt es am Rohrhardsberg und nahe der Martinskapelle.